# Молас Лопес, Фелипе
Фелипе Бениньо Молас Лопес (исп. Felipe Benigno Molas López; 10 июля 1901 — 17 ноября 1954) — президент Парагвая. Пришёл к власти после смещения президента Раймундо Ролона.

## Биография
Родился 10 июля 1901 года в Юти, округ Каасапа. После окончания школы он выучился в Париже на стоматолога.
Во время Чакской войны с Боливией дослужился до звания капитана санитарных войск. После войны принял активное участие в организации стоматологического факультета Национального университета Асунсьона и стал успешным практикующим врачом.
21 февраля 1936 года ненадолго возглавил муниципалитет Асунсьона. Его блестящие научные познания сделали его заметной фигурой на национальной политической сцене. В 1948 году он стал министром образования в мимолетное правление Президента Хуана Мануэля Фрутоса, а затем и президента Хуана Наталисио Гонсалеса. С вступлением на пост главы Республики генерала Раймундо Ролона сохранил свой пост. 15 февраля того же года, по решению Совета Партии Колорадо, Ролон был смещен, и доктор Ф. М. Лопес стал кандидатом на пост президента. Это произошло во многом благодаря соглашению между Федерико Чавесом, лидером партии, и демократическими фракциями. 17 апреля Ф. М. Лопес был официально избран Президентом Парагвая.
Его кабинет составили: Либерато Родригес (позже — Марио Мальоркин) — министр внутренних дел, Федерико Чавес (позже — Бернардо Окампос) — министр иностранных дел, Рамон Мендес Пайва — министр финансов, Ригоберто Кабальеро — министр общественных работ, Педро Уго Пенья — министр здравоохранения и социального обеспечения, Хосе Сакариас Арса — министр национальной обороны, Аугусто Сальдивар (позже — Фабио да Сильва, Гильермо Энсисо Вельосу) — министр юстиции и труда, Эулохио Эстигаррибия — министр образования.
Среди мероприятий правительства Ф. М. Лопеса следует выделить: амнистию для ссыльных периода революции 1947 года, возобновление отношений с Уругваем, передачу останков генерала Бернардино Кабальеро в Национальный Пантеон Героев.
Указанное объединение фракций партии Колорадо оказалось недолговечным. Вернувшиеся в страну политические ссыльные также усугубили политическую турбулентность. В итоге Ф. М. Лопес был свергнут 11 сентября. Задним числом он был обвинен в невыполнении поставленных целей, таких как объединение партии, восстановление республиканских учреждений, а также общественных нравов.
Умер в Асунсьоне 17 ноября 1954 года (вскоре после установления в Парагвае стронистского режима – диктатуры Стресснера). В честь него была названа одна из улиц столицы.